# عالم آباد (مقاطعة دورود)
عالم‌آباد (بالفارسية: عالم‌آباد) هي قرية تقع في قسم سيلاخور الريفي (مقاطعة دورود) في إيران. يقدر عدد سكانها بـ 392 نسمة .